# مقاطعة تالاهاتشي (ميسيسيبي)
مقاطعة تالاهاتشي هي مقاطعة في مسيسيبي، بلغ عدد سكانها 15٬378  نسمة، في 2010، عاصمتها تشارلستون، تبلغ مساحتها 1٬689 كيلومتر مربع.

## الموقع
تشترك في الحدود مع:
- مقاطعة كيتمان (ميسيسيبي)
- مقاطعة ليفلور (ميسيسيبي).

## التقسيمات الإدارية
- تشارلستون.